# Zola (cráter)
Zola es un cráter de impacto de 70 km diámetro en Mercurio. La UAI le otorgó el nombre del novelista y dramaturgo francés Émile Zola en 1979. Zola se encuentra al noreste de Caloris Planitia. El cráter Nervo está al sur, Brahms al norte y Mansur al este. El pequeño cráter Ailey está al suroeste.